# Alf Ramsey
Sir Alf Ramsey, Kt (Dagenham, 22 de janeiro de 1920 — Ipswich, 28 de abril de 1999) foi um futebolista e técnico de futebol inglês. Como jogador, ele representou a seleção da Inglaterra e foi o capitão do time, mas é mais conhecido por seu tempo como técnico da Inglaterra de 1963 a 1974, que incluiu guiá-los à vitória na Copa do Mundo de 1966. Cavaleiro em 1967 em reconhecimento à vitória na Copa do Mundo, Ramsey também levou seu país ao terceiro lugar no Campeonato Europeu de 1968 e às quartas de final da Copa do Mundo de 1970 e do Campeonato Europeu de 1972 .

## Carreira
Após conquistar consecutivamente o título da terceira, segunda e primeira divisão inglesa com o Ipswich Town, foi credenciado ao cargo de técnico da Seleção Inglesa, sucedendo Walter Winterbottom. Foi campeão da Copa do Mundo de 1966. Após a aposentadoria viveu recluso escrevendo colunas para jornais. Faleceu em uma casa de repouso após um ataque cardíaco, tinha Mal de Alzheimer e Câncer de próstata, sofreu um derrame ás vésperas da Copa de 98.

## Ligações Externas
- Perfil em FIFA.com (em inglês)